# Cerveza Pilsen Callao
Pilsen Callao es una cerveza peruana originaria de Callao que fue elaborada por primera vez en 1863, en la fábrica de cerveza de la Compañía Nacional de Cerveza en la Provincia Constitucional del Callao.

## Historia
La cervecería de Pilsen fue fundada por el alemán Federico Bindels en 1863, en un local en la Avenida Lima (Saenz Peña). En 1868, Aloise Kieffer la compra y el local es ampliado, al fallecer Kieffer en 1888 la cervecería pasa a manos de sus herederos. La familia Kieffer se asocian a los empresarios Faustino Piaggio y Elías Mujica y Trasmonte y constituyen formalmente la Compañía Nacional de Cerveza en 1904.
Debido a su fuerte expansión, en 1962 se inicia la construcción de su nueva planta, la Cervecería Modelo en la Avenida Colonial (distrito de Bellavista). 
La caída de la Compañía Nacional de Cerveza se produjo en 1990 cuando todo un lote de producción se estropeó y lo pusieron en el mercado de todos modos. En 1994 la cervecería Backus y Johnston adquiere la Compañía Nacional de Cerveza S.A., Backus adquiere el 62% de las acciones comunes de la Compañía Nacional de Cerveza S.A.(CNC), su principal competidor por más de un siglo. Esto le permite adquirir participaciones en Sociedad Cervecera de Trujillo S.A., de Agua Mineral Litinada San Mateo S.A., entre otras compañías de propiedad de CNC.

## Galería

### Logotipos

1863-1911
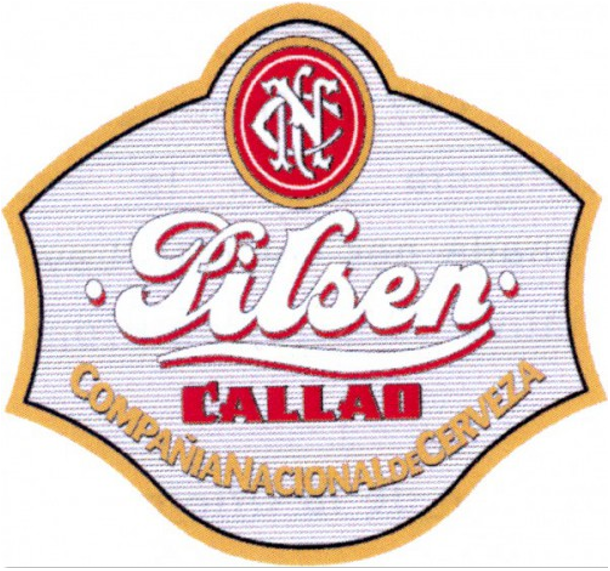
1911-1930
1930-1950
1950-1962
1962-1979
1979-1990
1990-1995
1995-1998
1998-2006
2006-2014
2014-2020
2020-presente